# 中国—尼日利亚关系
中國—尼日利亞关系（英語：China–Nigeria relations），是指歷史上的中國和尼日利亞、以至現在中華人民共和國與尼日利亞聯邦共和國之間的雙邊關係。中華人民共和國是亚洲眾多经济体中最大的一員，尼日利亞則是非洲最大的经济体；根據2014年英國廣播公司的調查，85%的尼日利亞人對中國的感覺正面，只有10%負面。

## 歷史
尼日利亚在1960年10月1日宣佈獨立後，中華人民共和國的周恩来和陈毅分別與尼日利亚政府高層通電話，表示祝贺:692；但是，独立后的尼日利亚政变頻繁，更曾有内战爆發，政局不穩，因此中華人民共和國並未立即與尼日利亚建交:173。
此後，中華民國曾拉拢尼日利亚，派員訪問當地，但尼日利亚並沒有與中華民國建交:173。尼日利亚的局勢其後稳定下來；於是，中華人民共和國政府委託其派驻阿拉伯聯合共和國的大使柴泽民，约见尼日利亚驻阿拉伯聯合共和國的大使，討論中國與尼日利亚建交的事宜:693。1971年2月，中華人民共和國與尼日利亚建立外交關係:183。
20世紀時，有華人對尼日利亚的政治和經濟帶來了影響：香港移民朱南扬是尼日利亚的首名華裔酋长，他营運的企业在尼日利亚工业中扮演重要的角色；另一名港人沈文伯則在尼日利亚经营搪瓷厂，使搪瓷工业成為當地其中一門基础工业:475–493。
2005年，中華人民共和國和尼日利亚达成共识，決定把兩國关系提升為「战略伙伴关系」。
2018年，尼日利亞開始購買梟龍戰鬥機作為下一代主力機種。
2021年1月4日至9日，国务委员兼外长王毅应邀访问了尼日利亚、刚果民主共和国、博茨瓦纳、坦桑尼亚和塞舌尔五国。1月4日，王毅赴非洲正式访问途中经停塞浦路斯并应约会见塞外长赫里斯托都里迪斯。1月5日，对尼日利亚进行正式访问的国务委员兼外长王毅在阿布贾同尼日利亚外长奥尼亚马举行会谈。尼工业贸易投资部长、交通部长、航空部长、卫生国务部长参加会谈；会后双方共同会见记者，并达成七点重要共识，包括抗疫合作、政府协作、一带一路、重点项目建设、多元化发展、军事安全、地区多边主义等。同日他拜见了尼日利亚总统布哈里。2021年2月10日，中国国家主席习近平同尼日利亚总统布哈里互致贺电，庆祝两国建交50周年。
2021年12月7日，中国驻尼日利亚大使崔建春会见尼联邦总检察长兼司法部长马拉米，双方讨论了关于两国司法合作的问题。
2024年9月3日，两国建立全面战略伙伴关系。

## 經貿關係
- 中國出口到尼日利亚的产品（2012年）[17]
- 尼日利亚出口到中國的产品（2012年）[18]

2012年，中国（不包括港澳台）共出口了90.3億美元到尼日利亚，貨物包括機械設備、金屬製品等；尼日利亚在同年出口了14.2億美元來華（不包括港澳台），貨物主要是原油、石油气等的礦產。中国和尼日利亚之間的贸易面對贗品、欺诈、商业纠纷等问题，尼日利亚出口來華的商品也欠多元化。
华为、上海贝尔等華資企業在尼日利亚承包不同的工程，业务範圍包括通信、建築工程等；兩家中国企业分別在尼日利亚的奧貢州和拉各斯州設置了自由贸易区，設於区內的企業可以享受尼日利亚政府提供的优惠，审批和通关的手续也較為便利。
由于对当地建设有杰出贡献，一些中国工人与工程师在尼日利亚获封酋长。获封酋长的孔涛告诉记者，授封酋长，是因为公司的项目为尼日利亚人带来了发展，是土皇对中国的一种感谢，对孔涛来说更像是一种荣誉，是中国在非洲获得的一种认可。

## 文化關係
尼日利亚的纳姆迪·阿齐克韦大学和拉各斯大学均設有孔子学院；當地亦設有中国文化中心，該中心提供漢语教学，也有举辦讲座、展覽會等的文化活動，创立了「文化沙龙」。尼日利亚曾播出一些北京电视剧，其中包括豪萨语版本的《北京爱情故事》；南京的文化部門也與尼日利亚方面達成合作協議，在南京舉行「尼日利亚文化周」。厦门大学公共事务学院教授余章宝在担任纳姆迪·阿齐克韦大学孔子学院的中方院长期间被阿南布拉州伊博族二十世首领与一众酋长授予“EZI OYI 1 UNIZIK”酋长称号。

## 外部連結
- 中华人民共和国驻尼日利亚联邦共和国大使馆官方网站（简体中文）（英文）
  - 中华人民共和国驻尼日利亚联邦共和国大使馆经济商务处官方网站（简体中文）
- 中华人民共和国驻拉各斯总领事馆官方网站（简体中文）（英文）
  - 中华人民共和国驻拉各斯总领事馆经贸之窗官方网站（简体中文）
- 尼日利亞駐華大使館官方網站（英文）